# Multifidi

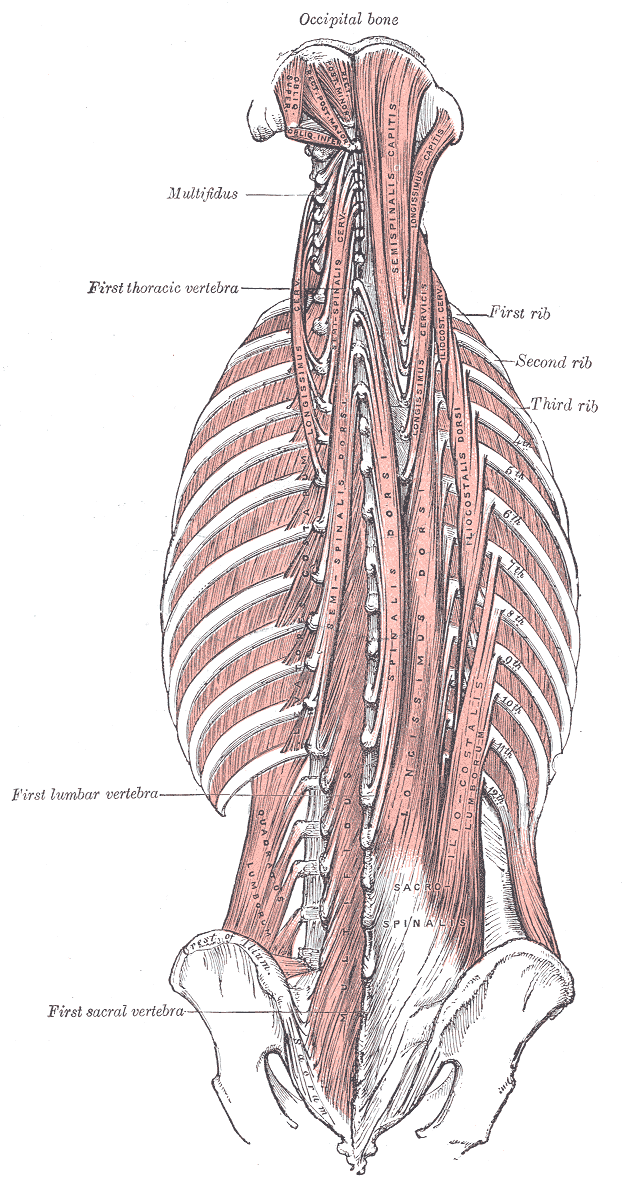
Ryggens djupa muskulatur. Multifidi syns närmast till vänster om taggutskotten mitt i bild.
Illustration: Gray's Anatomy, 1918. (PD)

Multifidus eller multifidi (latin: musculus multifidus, musculi multifidi, "den mångkluvna muskeln", "de mångkluvna musklerna") är, i människans kropp, skelettmuskler i ryggraden (columna vertebralis) som ingår i det muskelsystem, mm. transversospinales, som stabiliserar ryggraden. 
Multifidis fibrer sträcker sig från en ryggkotas (vertebra) tvärutskott (proc. transversus) till ett taggutskott (proc. spinosus) på en ovanliggande kota efter att ha korsat två eller tre mellanliggande kotor. De fyller ut "diket" som finns på var sida om taggutskotten hela vägen från korsbenet (os sacrum) till den näst översta halskotan (tappkotan, axis). 
Multifidis funktion är att bilateralt stabilisera de intilliggande leder i ryggraden samt att unilateralt bidra till lateralflexion av ryggraden och, i begränsad omfattning, rotation till motsatt sida.